# Паркерфилд (Канзас)
Паркерфилд (енгл. Parkerfield) град је у америчкој савезној држави Канзас.

## Демографија
По попису из 2010. године број становника је 426.
| Група             | 2000.    | 2010.       |
| Белци             | 0 (0,0%) | 402 (94,4%) |
| Афроамериканци    | 0 (0,0%) | 1 (0,2%)    |
| Азијати           | 0 (0,0%) | 7 (1,6%)    |
| Хиспаноамериканци | 0 (0,0%) | 8 (1,9%)    |
| Укупно            | 0        | 426         |